# Kamgarn

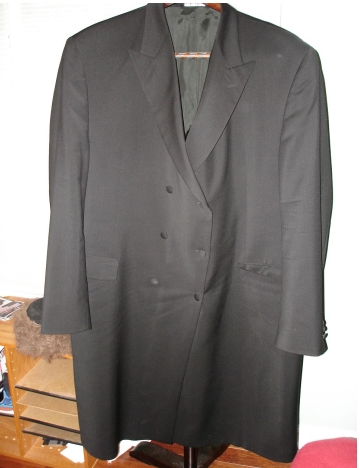
Rekel z wełnianego kamgarnu

Kamgarn – przędza lub tkanina z wełny czesankowej, o splocie ukośnym, z grubą, wyraźną prążką, gęsta, dosyć gruba, mocna. Używana dawniej na galowe i wyjściowe mundury wojskowe generałów, oficerów i podoficerów zawodowych (starszych), także na galowe i wyjściowe mundury policyjne, znacznie rzadziej na ubrania cywilne.  Obecnie mundury galowe i wyjściowe szyje się z gabardyny.
Nazwa pochodzenia germańskiego. W języku niemieckim oznacza ona rodzaj przędzy czesankowej, a wtórnym znaczeniem jest nazwa tkaniny (rodzaj nieco grubszej gabardyny o bardziej wyraźnych prążkach).